# Helictotrichon hookeri
Helictotrichon hookeri är en gräsart som först beskrevs av Frank Lamson Scribner, och fick sitt nu gällande namn av Johannes Jan Theodoor Henrard. Helictotrichon hookeri ingår i släktet Helictotrichon och familjen gräs. Inga underarter finns listade i Catalogue of Life.

## Bildgalleri

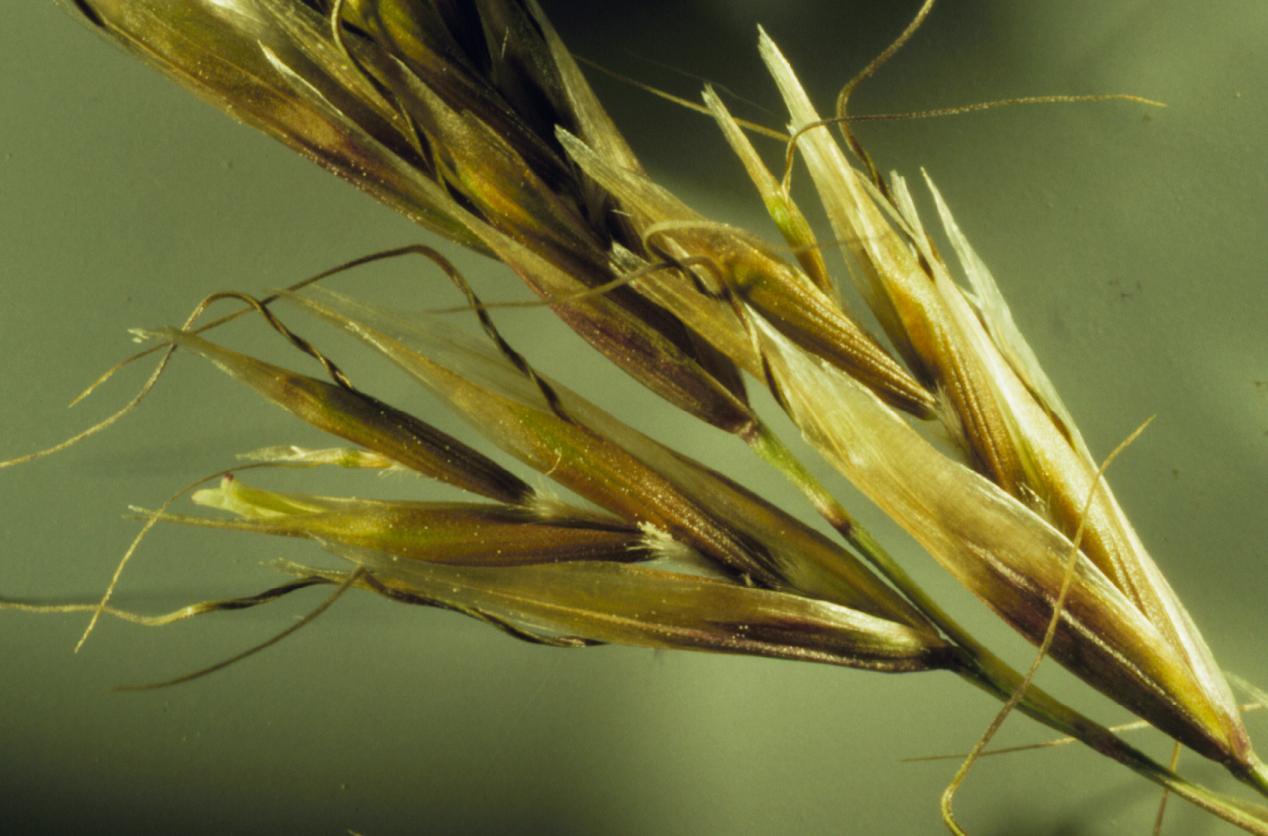